# Strychnos angustiflora
Strychnos angustiflora là một loài thực vật có hoa trong họ Mã tiền. Loài này được Benth. miêu tả khoa học đầu tiên năm 1857.